# Tabutoa Village
Tabutoa Village är en ort i Kiribati.   Den ligger i örådet Nikunau och ögruppen Gilbertöarna, i den sydöstra delen av landet, 500 km sydost om huvudstaden Tarawa. Tabutoa Village ligger 8 meter över havet och antalet invånare är 139. Den ligger på ön Nikunau Island.
Terrängen runt Tabutoa Village är mycket platt.  Närmaste större samhälle är Rungata, 1,8 km sydost om Tabutoa Village. 